# 2013年のバレーボール
< 2013年 | 2013年のスポーツ
2013年のバレーボール（2013ねんのバレーボール）では、2013年（平成25年）のバレーボール関連の出来事をまとめる。

## できごと

### 1月
- 13日 - プレミアリーグ女子のNECレッドロケッツ：杉山祥子（元日本女子代表）がこの日の東レ・アローズ戦に出場したことにより、1998年Vリーグ開幕戦からのリーグ戦連続出場記録を329試合とし、これまで足立留美（イトーヨーカドー／武富士）が保持していた328試合を更新した[1][2]。
- 13日 - 第65回全日本バレーボール高等学校選手権大会決勝がこの日、埼玉県所沢市民体育館にて開催され、男子は星城高校が、女子は下北沢成徳高校がそれぞれ優勝した。
- 31日 - バレーボール・ワールドカップ開催地発表でリオデジャネイロトライアルとなる2015年大会と東京トライアルとなる2019年大会の開催地が日本に決定した[3]。

### 2月
- 12日 - 大阪市立桜宮高等学校のスポーツ指導刷新のため、「桜宮高校学校改革担当」に柳本晶一（全日本女子前監督）が就任した[4]。
- 14日 - 韓国Vリーグ韓国道路公社のニコル・フォーセットがIBK企業銀行戦で55得点をあげ、1試合得点の世界最高記録を更新した[5][6][7]。
- 18日 - 日本バレーボール協会は臨時理事会を開催し、日本男子代表チーム監督にゲーリー・サトウ（アメリカ合衆国）が就任することを承認。男女を通じて外国人の代表監督は初となる[8]。

### 3月
- 5日 - 全日本大学バレーボール連盟は、東西インカレ（全日本大学男子バレーボール東西選抜優勝大会及び全日本大学女子バレーボール東西選抜優勝大会）と東西対抗の中止を公式サイトで公表した[9]。
- 17日 - 日本のVチャレンジリーグ最終戦が行われ、男子はジェイテクトSTINGSが2年ぶり3度目、女子は上尾メディックスが2年ぶり3度目の優勝を飾った。
- 24日 - 日本のプレミアリーグレギュラーラウンド女子最終戦が行われ、東レの荒木絵里香が、Vリーグ史上初となるスパイク賞、ブロック賞、サーブ賞の3冠を達成[10]。
- 29日 - 東京2020オリンピック・パラリンピック招致プランによれば、インドア競技は有明アリーナ（新設）、ビーチバレーは潮風公園特設会場とされたことをJVAが公表[11]。

### 4月
- 7日 - 昨日から行われていたVチャレンジマッチで、Vチャレンジリーグのジェイテクトと日立が勝利し、来季昇格の権利を得た[12]。
- 13日 - Vプレミアリーグ女子大会ファイナルラウンドが行われ、久光製薬スプリングスが東レ・アローズを3-0で下しが6年ぶり3回目の優勝を飾った[13]。MVPには長岡望悠（久光製薬）が選出された。
- 14日 - Vプレミアリーグ男子大会ファイナルラウンドが行われ、堺ブレイザーズがパナソニック・パンサーズを3-1で下し2年ぶり5回目の優勝を飾った[14]。MVPにはミラン・ペピチが選出された。
- 16日 - 2013年度の全日本女子メンバー44人が発表された。初選出は高校生の辺野喜未来、古賀紗理那ら[15]。
- 19日 - 2013年度の全日本男子メンバー47人が発表された[15]
- 21日 - 日韓V.LEAGE TOP MATCHが行われ、男子は堺ブレイザーズが、女子は久光製薬スプリングスがそれぞれ勝利した[16]。
- 22日 - Vプレミアリーグ女子のJTマーヴェラスは、大友愛、吉澤智恵（共に元日本代表）と谷口雅美、西山慶樹の4選手が、2013年の第62回黒鷲旗全日本男女選抜バレーボール大会を最後に現役を引退することを発表した[17]。
- 25日
  - Vリーグ機構は理事会を開き、Vチャレンジマッチに勝利したジェイテクトSTINGSと日立リヴァーレの昇格を正式決定した[18]。
  - 中国バレーボール協会は、中国女子代表監督に郎平の就任を発表した[19]。

### 5月
- 1日 - この日、大阪府立体育会館（大阪市浪速区）で開幕した第62回黒鷲旗全日本男女選抜バレーボール大会で、コートの不具合により伊東勇樹（パナソニック）が負傷するアクシデントが発生した[20][21]。
- 5日 - AVCアジアクラブ選手権女子決勝が行われ、広東恒大が優勝[22]。日本のPFUブルーキャッツは3位入賞[23]。
- 6日 - 黒鷲旗全日本男女選抜バレーボール大会で男子はサントリーが、女子は久光製薬スプリングスが優勝した[24]。久光製薬は2012/13シーズンの国内メジャー3冠（皇后杯・Vプレミアリーグ・黒鷲旗大会）を初めて達成した[25]。
- 13日 - 日本バレーボール協会は、今月末からのヨーロッパ遠征参加選手16名を発表。今村優香、古賀紗理那らが初選出。主将には木村沙織が任命された[26]。
- 14日 - 日本バレーボール協会は、外部弁護士による「体罰・暴力の相談窓口」を開設したと発表[27]。本年1月に暴力根絶に向けた会長メッセージを発表していた[28]。

### 6月
- 2日 - モントルーバレーマスターズでブラジルが通算6度目の優勝。ドミニカ共和国が3位に入り初のメダル獲得[29]。
- 3日 - ダイキン工業（トルコリーグガラタサライのスポンサー親会社）は、木村沙織がガラタサライへの移籍に合意したと発表[30]。
- 6日 - Vリーグ機構は、フォレストリーヴズ熊本の監督による選手への体罰があったとして、チーム及び担当者の制裁処分を発表した[31]。
- 21日 - 日本バレーボール協会の理事選が行われ、竹下佳江や山口香ら15人が選出された。会長の中野泰三郎は落選[32][33]。
- 21日 - 日本バレーボール協会の理事会が開催され、新会長に羽牟裕一郎を選出した[34]。
- 30日 - 女子ジュニア世界選手権（U-20）決勝が行われ、中国が18年ぶり2度目の優勝。日本は28年ぶり2度目の準優勝[35]。

### 7月
- 7日 - この日まで行われていた男子ユース世界選手権（U-19）でロシアが中国を破り優勝[36]。
- 16日 - この日まで行われていた第27回ユニバーシアード女子大会でロシアがブラジルを破り優勝[37]。
- 17日 - この日まで行われていた第27回ユニバーシアード男子大会でロシアがポーランドを破りアベック優勝[38]。
- 31日 - Vリーグ機構は「千葉県選抜バレーボールチーム」の準加盟を承認した[39]。

### 8月
- 4日 - この日まで行われていた女子ユース世界選手権（U-18）で、中国がアメリカを破り3大会ぶり4度目の優勝[40]。
- 5日 - 1970年代にバレーボール漫画の火付け役となったアタックNo.1がマーガレット誌で9月5日発売号から短期連載される[41]。
- 18日 - この日まで行われていた第27回ビーチバレージャパン男子決勝で、高橋巧・村上斉ペアが初優勝。高橋は了徳寺大学に在学中で、大学生の優勝は初で史上最年少の優勝者となった[42]。

### 9月
- 1日 - WGPファイナルラウンドで、ブラジルが優勝[43]。
- 8日 - この日まで2014年世界選手権アジア最終予選が行われ、男子は韓国が、女子は日本とタイが出場権を獲得した。
- 14日 - ヨーロッパ選手権女子決勝が行われ、ロシアがドイツを3-1で破り優勝。MVPはタチアナ・コシェレワ[44]。
- 15日 - この日実施予定だった国民体育大会ビーチバレー競技決勝戦および3位決定戦が、平成25年台風第18号による荒天により中止となり、決勝進出した男女4チームが同時優勝となった[45]。
- 20日 - FIVBは10月に開催するU-23世界選手権で2つの特別ルールを試行すると発表。(1)現行の25点制を21点制に、(2)主審の吹笛後にサーブを打つまでの時間を、現行の8秒から15秒にそれぞれ変更する[46]。
- 21日 - この日まで開催していた女子アジア選手権でタイ代表が4年ぶり二度目の優勝。
- 29日 - Vリーグ機構は男子チーム埼玉アザレアの準加盟を承認した[47]。

### 10月
- 12日 - この日までティフアナで行われていた第1回世界U23女子バレーボール選手権で、中国が優勝し初代チャンピオンとなった[48]。
- 13日 - この日までウベルランジアで行われていた第1回世界U23男子バレーボール選手権で、ブラジルが優勝し初代チャンピオンとなった。

### 11月
- 11日 - Vリーグ機構は、女子バレーボールチームのトヨタ自動車ヴァルキューレの準加盟を発表した[49]。
- 17日 - この日まで行われたワールドグランドチャンピオンズカップ女子大会でブラジルが2大会ぶり2度目の優勝[50]。
- 18日 - Vリーグ機構は「2013/14Vリーグ開幕記者会見」を開催し、排球大使（アンバサダー）にタレントの吉澤ひとみ・石川梨華と沼田さくら（元パイオニア）を任命した[51]。
- 24日 - この日まで行われたワールドグランドチャンピオンズカップ男子大会でブラジルが大会3連覇を果たした[52]。
- 27日 - Vリーグ機構は男子バレーボールチームのVC長野トライデンツの準加盟を発表した[53][54]。
- 28日 - 韓国Vリーグの大韓航空対ウリカードの試合においてデュース記録（56-54）。国際試合におけるこれまでの記録は、1999年のワールドリーグで記録されたブラジル対カナダの44-42[55]。

### 12月
- 2日 - FIVBは来年のバレーボール・ワールドリーグの出場国数を今年の18チームから28チームに変更することを発表した[56]。
- 3日 - FIVBは来年のバレーボール・ワールドグランプリの出場国数を今年の20チームから28チームに変更することを発表した[57]。
- 8日 - この日まで行われた全日本バレーボール大学男女選手権大会男子決勝で、早稲田大学が61年ぶり4度目の優勝[58]。
- 15日 - 全日本選手権で、男子は東レ、女子は久光製薬が優勝。久光製薬は昨年に続き二連覇を達成[59]。
- 21日 - 韓国Vリーグのエリツァ・バシレバ（興国生命所属）が韓国道路公社戦で1試合57得点の世界記録を達成した[60]。

## 国際大会
- 日韓V.LEAGE TOP MATCH
  - 男子: 堺ブレイザーズ 3 - 2 サムソン火災ブルーファングス
  - 女子: 久光製薬スプリングス 3 - 0 IBK企業銀行アルトス

- AVCアジアクラブ選手権
  - 男子大会 - Kaleh（ イラン）[61]
  - 女子大会 - 広東恒大（ 中国） [22]

- モントルーバレーマスターズ
  - ブラジル 3 - 0 ロシア

- 第17回世界ジュニア女子選手権
  - 中国 3 - 0 日本

- 世界ユース男子選手権
  - ロシア 3 - 1 中国

- ユニバーシアード
  - 男子決勝 ロシア - ポーランド（スコア不明）
  - 女子決勝 ロシア - ブラジル（スコア不明）

- 第13回世界ユース女子選手権
  - 中国 3 - 0 アメリカ合衆国

- ワールドリーグ優勝 - ロシア

- ワールドグランプリ優勝 - ブラジル

- 第17回世界ジュニア男子選手権優勝 - ロシア

- アジア選手権
  - 男子決勝: イラン 3 - 0 韓国
  - 女子決勝: タイ 3 - 0 日本

- 第1回世界U23選手権
  - 男子決勝: ブラジル 3 - 2 セルビア
  - 女子: 中華人民共和国 3 - 0 ドミニカ共和国

- 第6回東アジア競技大会バレーボール競技
  - 男子決勝: チャイニーズタイペイ 3 - 2 日本
  - 女子決勝: 中華人民共和国 3 - 0 日本

- ワールドグランドチャンピオンズカップ
  - 女子優勝：ブラジル
  - 男子優勝：ブラジル

## 国内大会

### 日本
- 高校選手権
  - 男子決勝 星城高校  3 - 1 大塚高校（4年ぶり2回目）
  - 女子決勝 下北沢成徳高校 3 - 0 誠英高校（10年ぶり2回目）

- 2012/13プレミアリーグ
  - 男子決勝 堺ブレイザーズ 3 - 1 パナソニック・パンサーズ（2年ぶり5回目）
  - 女子決勝 久光製薬スプリングス 3 - 0 東レ・アローズ（6年ぶり3回目）

- 2012/13チャレンジリーグ
  - 男子優勝 - ジェイテクトSTINGS（2年ぶり3度目）
  - 女子優勝 - 上尾メディックス（2年ぶり2度目）

- 第62回黒鷲旗全日本選抜
  - 男子決勝  サントリーサンバーズ 3 - 2 パナソニック・パンサーズ
  - 女子決勝  久光製薬スプリングス 3 - 0 NECレッドロケッツ

- 東日本大学バレーボール選手権大会
  - 男子決勝  明治大学 3 - 2 日本体育大学 （明治大学は初優勝）
  - 女子決勝  東京女子体育大学 3 - 0 青山学院大学 （東京女子体育大学は11年ぶり3度目の優勝）

- 西日本大学バレーボール選手権大会
  - 男子決勝  近畿大学 3 - 0 関西学院大学 （7年ぶり6回目）
  - 女子決勝 鹿屋体育大学 3 - 2 龍谷大学 （6年連続10回目）

- インターハイ
  - 男子決勝 星城高校 3 - 0 大塚高校
  - 女子決勝 東九州龍谷高校 3 - 1 熊本信愛女学院高校

- 第27回ビーチバレージャパン
  - 男子決勝  高橋巧/村上斉 2 - 0 仲矢靖央/畑信也
  - 女子決勝  尾崎睦/草野歩 2 - 0 保立沙織/宮川紗麻亜

- 2013Vサマーリーグ女子 
  - 決勝 - 久光製薬スプリングス 3 - 1 JTマーヴェラス

- 国民体育大会（第68回国民体育大会）
  - 6人制成人男子決勝 愛知県（豊田合成トレフェルサ） 3 - 2 広島県（JTサンダーズ）
  - 6人制成人女子決勝 山形県（パイオニアレッドウィングス）3 - 1 佐賀県（久光製薬スプリングス）
  - 6人制少年男子決勝 愛知県（星城高校） 3 - 0 大阪府（大塚高校）
  - 6人制少年女子決勝 東京都（東京選抜） 3 - 0 長崎県（九州文化学園高校）

- 全日本バレーボール大学男女選手権大会
  - 男子決勝 - 早稲田大学 3 - 0 日本体育大学
  - 女子決勝 - 鹿屋体育大学 3 - 2 青山学院大学

- 平成25年度天皇杯・皇后杯全日本選手権
  - 男子決勝 - 東レ・アローズ3 - 2ジェイテクトSTINGS
  - 女子決勝 - 久光製薬スプリングス 3 - 0岡山シーガルズ

### 韓国
- Vリーグ優勝決定戦（5戦3勝先勝式）[62]
  - 男子 - サムソン火災ブルーファングス（3勝0敗）- 大韓航空ジャンボス（0勝3敗）
  - 女子 - IBK企業銀行アルトス（3勝1敗）- GSカルテックス（1勝3敗）

## 死去
- イングリッド・フィッセール （ オランダ、*1977年）
- 河西昌枝 （ 日本、*1933年）
- 大浦正文 （ 日本、*1969年）